# Hirtshals
Hirtshals je dansko obmorsko mesto na severu Jutlandije. V začetku leta 2020 je imelo 5.733 prebivalcev.
Hirtshals je predvsem znan kot pristanišče in turistično mesto na obali Severnega morja. Je drugo največje ribiško pristanišče na Danskem, prav tako pa pomembno trajektno pristanišče, od koder potekajo povezave z Norveško, Ferskimi otoki in Islandijo.
Naselje je bilo ustanovljeno leta 1860, ko so na tem območju začeli postavljati svetilnik. Ta je visok 35 metrov in uporaben od leta 1863.
Ljudje so se na območju začeli naseljevati potem, ko je bilo med letoma 1919 in 1931 urejeno pristanišče. Leta 1925 so zgradili železniško progo, ki je naselje povezala z mestom Hjørring in ostankom Jutlandije na jugu. Leta 1966 so pristanišče razširili, kar je sprožilo razvoj Hirtshalsa kot pomembnega ribiškega mesta.